# يوسف الخوري
يوسف الخوري المعروف أيضًا باسم يوسف الخوري القاص (يوسف الكاهن) (ت 912)، كان كاهنًا وطبيبًا وعالم رياضيات ومترجمًا مسيحيًا قديمًا. كان يوسف عربيًّا من بلاد الشام (اختُلف على مكان ميلاده ونشأته، قيل سوريا، وقيل فلسطين)، وكان من أبرز خمسة مترجمين وعلماء وظفهم بنو موسى مع حنين بن إسحاق وثابت بن قرة وقسطا بن لوقا والحمصي لجلب العلوم للحضارة الإسلامية. كان الإخوة بنو موسى من علماء الرياضيات ورعاة بيت الحكمة في بغداد، وقد مولوا بعثات للعثور على المخطوطات القديمة في بلاد أجنبية وترجمتها. بعد وفاة بني موسى، شكل يوسف جزءًا من مدرسة المترجمين التي أسسها وقادها ثابت بن قرة، والتي أنتجَت نسخًا عربيةً من بعض الكلاسيكيات الرياضية التابعة لـ: إقليدس، وأرخميدس، وأبولونيوس، وثيودوسيوس، وبطليموس.

## الأعمال المترجمة
من بين أعماله المترجمة عمل أرخميدس المفقود عن المثلثات و تربيع القطع المكافئ (Quadratura parabolae) بعنوان كتاب المثلثات من السريانية إلى العربية (حيث لا توجد للكتاب اليوم إلا النسخة العربية)، والذي راجعه ثابت بن قرة. كما قام بترجمة كتاب جالينوس "التهاب القولون والمعتدلة"، والذي راجعه حنين بن إسحاق.

## طالِع أيضًا
- بيت الحكمة
- جامعة حران
- العصر الذهبي للإسلام